# Hunasur, Heggadadevankote
Hunasur là một làng thuộc tehsil Heggadadevankote, huyện Mysore, bang Karnataka, Ấn Độ.